# Bob Akin
Bob Akin (ur. 6 marca 1936 roku w North Tarrytown, zm. 30 kwietnia 2002 roku w Atlancie) – amerykański kierowca wyścigowy.

## Kariera
Akin rozpoczął karierę w międzynarodowych wyścigach samochodowych w 1979 roku od startu w 12-godzinnym wyścigu Sebring, w którym odniósł zwycięstwo. W późniejszych latach Amerykanin pojawiał się także w stawce World Sportscar Championship, World Challenge for Endurance Drivers, World Championship for Drivers and Makes, IMSA Camel GT Championship, FIA World Endurance Championship, 24-godzinnego wyścigu Le Mans, IMSA Camel GTP Championship, 24-godzinnego wyścigu Daytona, IMSA World Endurance Championship oraz Porsche 944 Turbo Cup.

## Śmierć
25 kwietnia 2002 roku Amerykanin został ciężko ranny w wypadku podczas testów Nissana GTP ZX-Turbo. Miał złamany kark, lewą nogę, lewe ramię i oparzenia trzeciego stopnia. Zmarł z powodu powikłań pięć dni później.
W pamięci Akana Road Racing Drivers Club ustanowił w 2003 roku nagrodę Akin Memorial Motorsports Award.